# ISO 3166-2:SA
Kódy ISO 3166-2 pro Saúdskou Arábii identifikují 13 regionů (stav v roce 2018). První část (SA) je mezinárodní kód pro Saúdskou Arábii, druhá část sestává ze dvou čísel identifikujících region.

## Seznam kódů
```
SA-01 Ar-Riyád (
Rijád
)
SA-02 Makkah (
Mekka
)
SA-03 Al-Madínah (
Medina
)
SA-04 Aš-Šarkíja (Dammam)
SA-05 Al-Kahím (Burajda)
SA-06 Hail (Hail)
SA-07 Tabúk (Tabúk)
SA-08 Al-Hudúd aš-Šamálijah (Ar'ar)
SA-09 Džižan (Džižan)
SA-10 Nadžrán (Nadžran)
SA-11 Al-Báhah (Baha)
SA-12 Al-Džauf (Sakaka)
SA-14 Asír (Abha)
```